# 12.7×99mm NATO
12.7×99毫米口径北约弹（英語：12.7×99mm NATO cartridge），又稱.50口径勃朗宁机枪弹（英語：.50 Browning Machine Gun，简称.50 BMG），是1910年代後期特別為1921年生產的白朗寧M2重機槍發展出來的彈藥，是由.30-06春田步槍子彈為基礎加碼放大而來，1921年正式服役。.50 BMG彈種繁多，包含全金属被甲弹、曳光彈、穿甲彈、燃燒彈等。使用於機槍時須用金屬彈鏈。
.50 BMG用於長射程反器材步槍，.50口徑機槍以及小部分的超大威力手槍。2002年加拿大陸軍士官Rob Furlong於阿富汗使用TAC-50 .50BMG狙擊步槍擊斃2,430 公尺（7972 英尺／1.509 英哩）外的一名基地組織份子，創下長程狙擊的世界紀錄。（已於2009年11月由英國陸軍騎兵隊下士克雷格·哈里遜以2,475米（8120英尺）超越）
美國國防部高級研究計劃局（DARPA）已經正在展開EXACTO計畫，以.50口徑的狙擊用子彈，於子彈內加入微處理器和轉向葉片，使子彈可以在飛行過程中修正軌跡。

## 研發歷史
.50 BMG是於一次大戰期間，約翰·白朗寧因應美國軍方的要求而設計的防空用彈藥，由.30-06春田步槍彈為基礎加碼放大而來。搭配的M2白朗寧機槍也是同時由白朗寧M1919中型機槍改進設計的。
M2白朗寧機槍曾大量使用於航空机枪，特別是在二次大戰期間。目前地面部隊仍舊大量使用於車載或是固定於陣地內。

## 彈道表現
.30-06春田步槍彈的槍口動能在2,000至3,000英尺·磅（2,700至4,100焦耳）之間，.50 BMG子彈則在10,000至13,000英尺·磅（14,000至18,000焦耳）之間，彈道表現良好，大質量的彈頭也使得側風飄移大幅降低。
.50 BMG的對手，俄製DShK重機槍、NSV重機槍使用的12.7×108mm子彈的彈道表現與 .50 BMG類似，不過KPV重機槍使用的14.5毫米子彈則優於 .50 BMG甚多。
對空/反車輛機槍白朗寧M2HB在發射.50（12.7mm）口徑的穿甲彈時，能在91米的距離外完全擊穿22.2毫米的裝甲，在500米的距離外完全擊穿19毫米的裝甲。

## 種類
- M1：曳光彈(彈尖紅色標記)
- M1：燃燒彈(彈尖亮藍色標記)
- M2：普通FMJ彈(無標記)
- M2：穿甲彈(彈尖黑色標記)
- M8：穿甲燃燒彈(彈尖銀色標記)
- M10：曳光彈(彈尖橙色標記)
- M17：曳光彈(彈尖深棕色標記）
- M20：穿甲燃燒曳光彈(彈尖紅色加環狀銀色標記)
- M21：曳光彈
- M23：燃燒彈(彈尖藍色加環狀亮藍色標記)
- M33：普通FMJ彈
- M903：次口徑脫殼穿甲彈(SLAP)
- M962 : 次口徑脫殼穿甲曳光彈(SLAP-T)
- M1022 :遠程狙擊彈
- XM1022：長射程競賽用彈
- Mk 169 Mod 2 : 穿甲爆破燃燒彈(APEI)
- Mk 211 Mod 0:  高爆燃燒穿甲彈（HEIAP）(彈尖綠色加環狀灰色標記)
- Mk 257 : 穿甲燃燒暗光曳光彈(API-DT)
- Mk 263 Mod 2 : 穿甲彈(AP)
- Mk 300 Mod 0：穿甲燃燒曳光彈(API-T)
- Mk323 : 普通彈

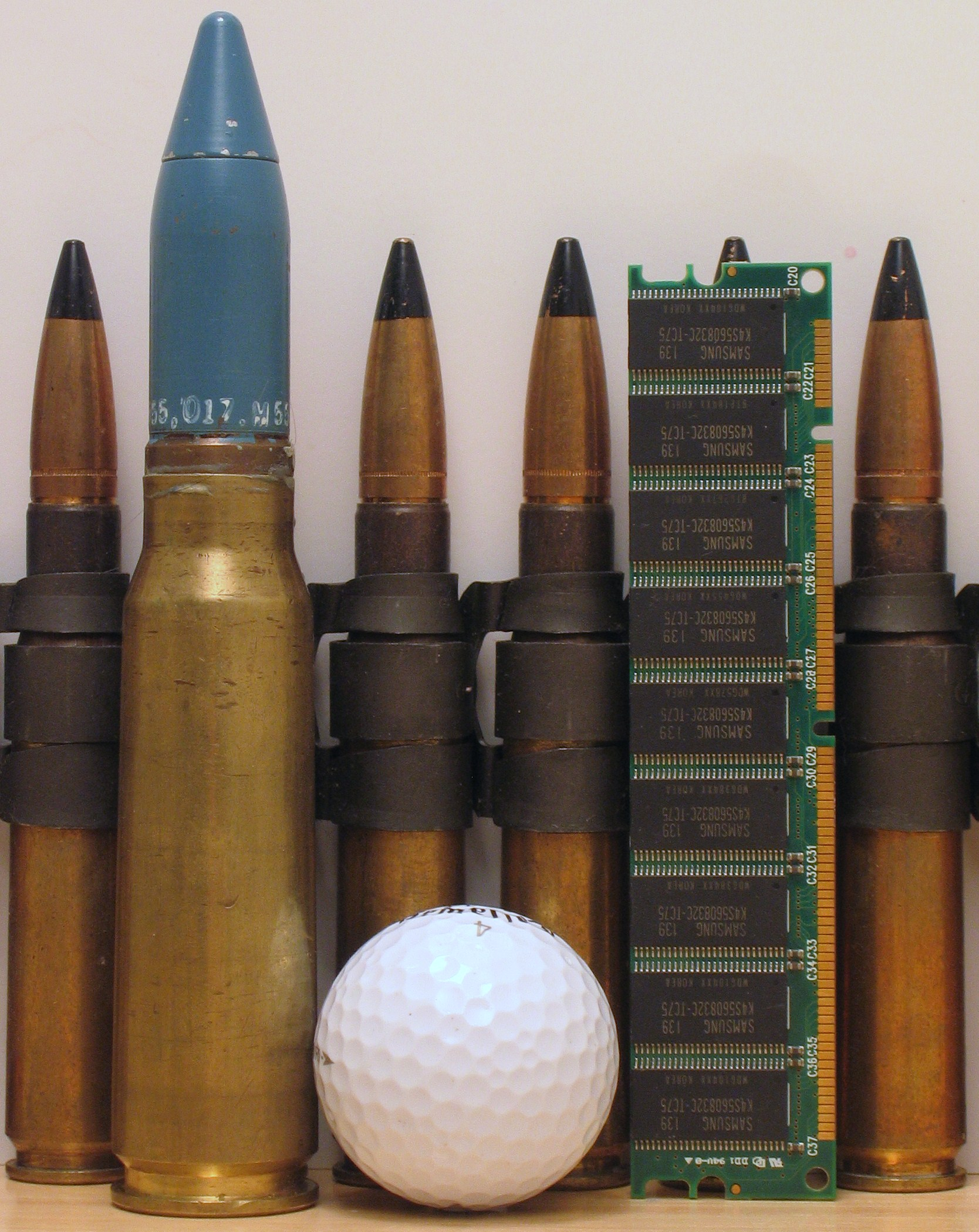
.50 BMG與20毫米火神式機砲(M61)砲彈
.50 BMG各部份尺寸
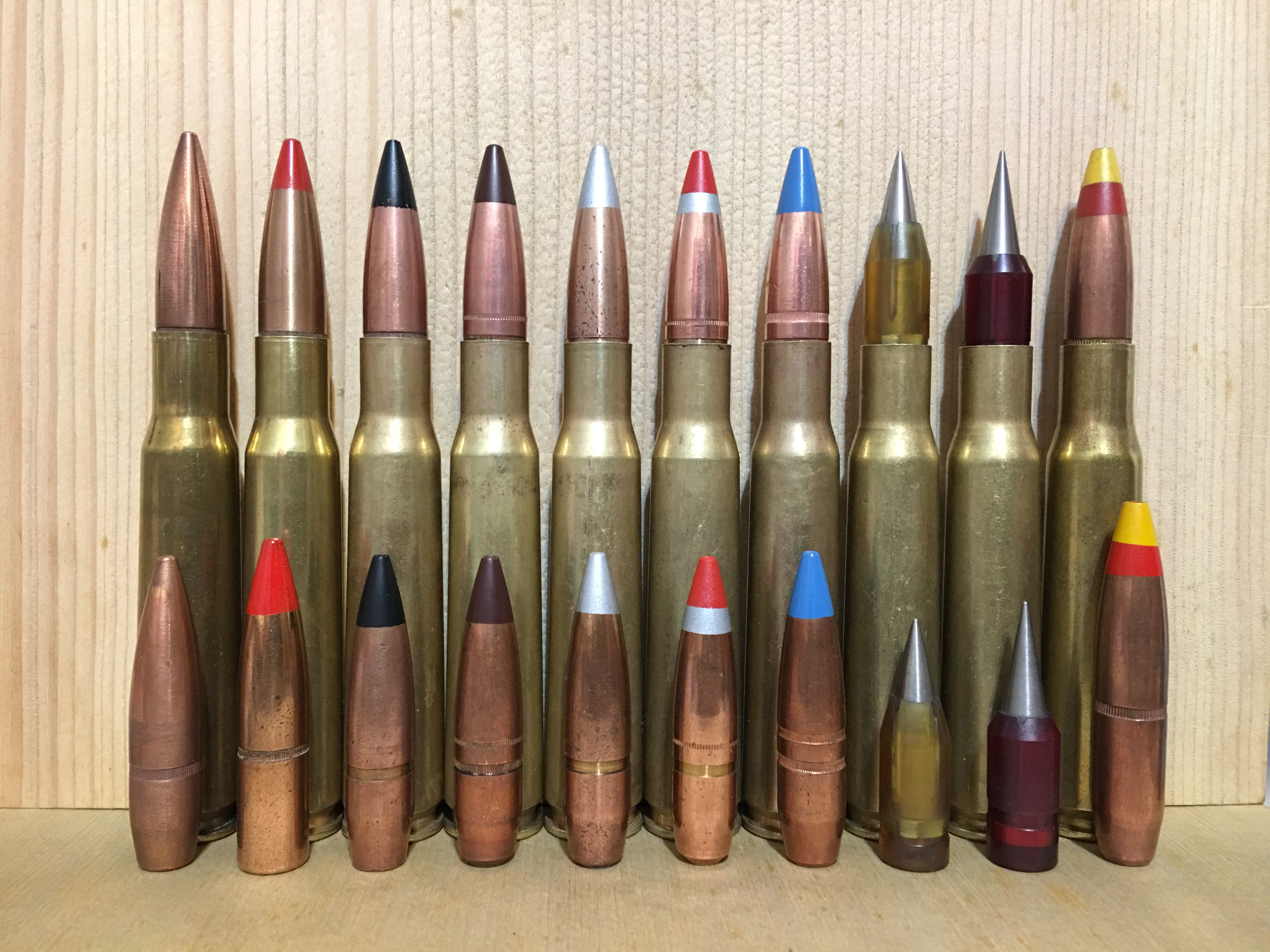
12.7×99mm             .50  BMG 系列彈藥

## 相關資訊
- 白朗寧M2重機槍
- XM312重機槍
- 巴雷特M82狙擊步槍
- M107狙擊步槍
- GAU-19加特林重機槍
- CS/LM5型轉管機槍
- CS/LM6型重機槍
- 精密國際AX50狙擊步槍
- T112狙擊步槍
- 步槍子彈列表
- 麦格农子弹

## 外部參考
- 50 Caliber Shooter's Association（页面存档备份，存于）
- Fifty Caliber Shooter's Association UK（页面存档备份，存于）
- Fifty Caliber Institute